# جان بول جوميز
جان بول جوميز (بالفرنسية: Jean-Paul Gomez)‏ هو منافس ألعاب قوى فرنسي، ولد في 8 مايو 1945 في Ligugé ‏ في فرنسا.

## وصلات خارجية
- جان بول جوميز على موقع الاتحاد الدولي لألعاب القوى (الإنجليزية)
- جان بول جوميز على موقع الاتحاد الفرنسي لألعاب القوى (الفرنسية)
- جان بول جوميز على موقع اللجنة الأولمبية الدولية (الإنجليزية)
- جان بول جوميز على موقع أوليمبيديا (الإنجليزية)